# آی کاکوما
آی کاکوما (انگلیسی: Ai Kakuma; ۹ سپتامبر ۱۹۸۸ – ) صداپیشه اهل ژاپن بود.